# 波拉島
波拉島（ভোলা，Bhola Island）是孟加拉的島嶼，位於梅克納河口，面積1,441平方公里，是該國最大型的島嶼。1975年11月，波拉島發現全球最後一宗人類感染天花的案例。
1995年，該島一半地區被永久淹沒，造成50萬人無家可歸，波拉島民被形容為一些世界上第一批「氣候難民」（climate refugee）。